# Berenice III của Ai Cập
Berenice III (tiếng Hy Lạp: ΒερεΒερε; 120 – 80 trước Công nguyên), đôi khi được gọi là Cleopatra Berenice, cai trị với tư cách là nữ hoàng Ai Cập từ 81 đến 80 trước Công nguyên. Cô trước đây là hoàng hậu Ai Cập, hoặc có thể là nữ hoàng còn lại với chú / chồng Ptolemaios X Alexander I, từ năm 101 đến 88 trước Công nguyên.

1. ↑  Berenice III by Chris Bennett